# Parallele Buchführung
Die Buchführung bildet einen Geschäftsvorfall zum Zweck der Bilanzierung ab. Was zu bilanzieren ist, wird weitgehend oder vollständig extern durch die Adressaten eines Abschlusses bestimmt. Bei unterschiedlichen Adressaten kann eine parallele Buchführung notwendig sein: Was in der Steuerbilanz stehen muss, kann etwas anderes als im Abschluss nach Landesrecht (in Deutschland also HGB) und etwas anderes als in weiteren geforderten oder freiwilligen Abschlüssen (IFRS oder US-GAAP) sein. Die geforderten Abschlüsse werden durch die jeweiligen Bilanzierungsstandards beschrieben.
In jedem Unternehmen hat die Buchführung die Aufgabe, die Voraussetzungen für die Erstellung der Abschlüsse zu schaffen. Daraus und aus dem Wunsch oder der Notwendigkeit verschiedene Abschlüsse anzufertigen, ergeben sich verschiedene Abschlusszwecke, für die die Buchführung die Grundlagen liefern muss.
Die Notwendigkeit zur Parallelen Buchführung besteht bei allen subordinierten Konzernunternehmen, die in einen (Teil-)Konzernabschluss voll- oder teilkonsolidiert werden. Diese müssen zusätzlich zur Bilanzierung nach ihrer lokalen Rechnungslegungsvorschrift – wie in Deutschland dem HGB – auch nach den Rechnungslegungsvorschriften der Konzernmutter einen Jahresabschluss – meist IFRS oder US-GAAP – erstellen. Jedoch kann sich auch schon aus den Unterschieden zwischen einem Jahresabschluss nach lokaler Rechnungslegungsvorschrift und Steuerrecht ergeben, dass parallel Bücher (im Haupt- und Nebenbuch) geführt werden müssen.
Grundsätzlich ist bei der Buchführung immer in drei Schritten vorzugehen, nämlich Ansatz, Bewertung und Ausweis. Die Regeln für diese drei Schritte bestimmt die jeweilige Rechnungslegungsvorschrift (RLG), womit auch klar ist, dass ein und derselbe Geschäftsvorfall je RLG verschieden in Ansatz, Bewertung und Ausweis sein kann. Dies ist vor allem bei der Buchführung von Banken für Finanzinstrumente sehr häufig der Fall.
Die Umsetzung der Parallelen Buchführung im Hauptbuch kann auf verschiedene Weisen erfolgen. Meist vorzufinden sind die Konten-Methode und die Ledger-Methode.

## Konten-Methode
Für 2 Abschlusszwecke (bspw. HGB und IFRS) können dann 3 Bereiche unterschieden werden, denen jedes Konto eindeutig zuzurechnen ist:
Der weiße Bereich stellt den größten Teil aller Konten dar und dient heute zur Vereinfachung der Darstellung. Diese Bereiche werden Kontenabschlussgruppen genannt. Weitere Kontenabschlussgruppen sind für kalkulatorische Zwecke oder für US-GAAP u. a. vorstellbar.
Es ist möglich, sämtliche Buchungen parallel für mehrere Abschlusszwecke vorzunehmen, dann entfällt der weiße Bereich. Stets jedoch ist eine organisatorische Verknüpfung der Verbuchung bzw. des Stornos eines Geschäftsvorfalls notwendig. Dies wird auch 1 Jahr nach der obligatorischen IFRS-Bilanzierung für kapitalmarktorientierte Konzernunternehmen nur von den wenigsten DV-Systemen für die Buchführung unterstützt.
Im Beispiel wird der Geschäftsvorfall „Bestellung von Rohstoffen“ überhaupt nicht, die „Anschaffung einer Produktionsmaschine“ für beide Abschlusszwecke gleich (Kontenabschlussgruppe „gemeinsame Konten“), deren Abschreibung aber jeweils unterschiedlich (Kontenabschlussgruppe „HGB“ bzw. „IFRS“) dargestellt.
Aus diesem Prinzip und den geltenden Regeln für die Buchführung (Doppik und GoB, die auch ihre Entsprechungen unter IFRS bzw. US-GAAP haben) ergibt sich:
In jeder Kontenabschlussgruppe wird jedes Erfolgs- und Bestandskonto definiert.
Jedes Erfolgskonto einer Kontenabschlussgruppe wird über ein Gewinnvortragskonto abgeschlossen. Dieses Gewinnvortragskonto gehört zu derselben Kontenabschlussgruppe. Es gibt also separate Gewinnvortragskonten je Kontosabschlussgruppe.
Alle Buchungszeilen jeder Buchung (Buchungssatz) müssen nicht nur insgesamt den Saldo Null ergeben, sondern auch diejenigen Buchungszeilen, deren Konten zu derselben Kontenabschlussgruppe gehören, müssen immer mit Saldo Null aufgehen.
Nachteilig ist bei dieser Form der parallelen Buchführung, dass der Kontenplan, der bei dieser Methode für alle Rechnungslegungsvorschriften gilt, sehr umfangreich werden kann, da er der Gliederung des Abschlusses einer jeden RLG genügen muss. Dies ist vor allem bei der Buchführung von Finanzinstrument gemäß IAS 39 bzw. gemäß dem künftigen Standard IFRS 9 festzustellen und deswegen zu vermeiden.

## Ledger-Methode
Diese Methode führt in einem logischen Hauptbuch je Rechnungslegungsvorschrift ein komplett separates Hauptbuch parallel, in das die Nebenbücher wie z. B. Material-Nebenbuch, Debitoren, Kreditoren usw. je Geschäftsvorfall so viele Buchungssätze anliefern, wie es Rechnungslegungsvorschriften gibt. Ist die funktionale Währung eines der spezifischen Hauptbücher verschieden von der Transaktionswährung des Geschäftsvorfalles, so muss das Nebenbuch auch noch die entsprechend der Bewertungsvorschriften der jeweiligen RLG die Umrechnung in funktionale Währung oder in die Präsentationswährung (siehe z. B.
IAS 21) vornehmen.
Siehe auch: Konzernabschluss